# 사헬 국가 연합
사헬 국가 연합(프랑스어: Confédération Alliance des États du Sahel은 2024년 7월 6일 사헬 국가 동맹이 격상되어, 출범한 국가연합이다.